# サンタ・ニンファ
サンタ・ニンファ（イタリア語: Santa Ninfa）は、イタリア共和国シチリア州トラーパニ県にある、人口約5100人の基礎自治体（コムーネ）。

## 地理

### 位置・広がり
トラーパニ県東部のコムーネ。

#### 隣接コムーネ
隣接するコムーネは以下の通り。
- カラタフィーミ＝セジェスタ
- カステルヴェトラーノ
- ジベッリーナ
- パルタンナ
- サラパルータ
- サレーミ